# Hiéroglyphe égyptien S36
Le flabellum simplifié, en hiéroglyphes égyptiens, est classifié dans la section S « Couronnes, vêtements, sceptres, etc. » de la liste de Gardiner ; il y est noté S36.

## Représentation
Il représente un grand éventail de type flabellum, simplifié en un demi disque sur un manche simple. C'est la version classique (Ancien et Moyen Empire de l'hiéroglyphe S35). Il est translittéré sry.t, šw.t ou ḥp.

## Utilisation
| S36 | / | S · w · t | S36 |

| S36 | / | S · w · t | S36 |

| mn · n · q | b | S36 |

| mn · n · q | b | S36 |

| S36 | p | S36 |

| S36 | p | S36 |